# Liste des publications de Moi, quand je me réincarne en Slime
Cet article est un complément de l'article du Moi, quand je me réincarne en Slime. Il présente la liste des différents volumes du light novel et des mangas.

## Light novel
| no | Japonais          | Japonais          | Français          | Français          |
| no | Date de sortie    | ISBN              | Date de sortie    | ISBN              |
| --- | ----------------- | ----------------- | ----------------- | ----------------- |
| 1 | 30 mai 2014       | 978-4-89637-459-9 | 13 juin 2019      | 978-2-3685-2818-1 |
| Liste des chapitres : - Prologue : Mort et réincarnation - Chapitre 1 : Mon premier ami - La fille et le roi démon - Chapitre 2 : La bataille du village gobelin - La fille et le titan - Chapitre 3 : À travers le royaume des nains - La fille et le héros - Chapitre 4 : La maîtresse des brasiers - Chapitre final : La forme léguée - Histoire bonus : La grande aventure de Gobuta                  |                   |                   |                   |                   |
| 2 | 30 août 2014      | 978-4-89637-473-5 | 12 septembre 2019 | 978-2-3685-2819-8 |
| Liste des chapitres : - Chapitre 1 : Le début du désordre - Chapitre 2 : Évolutions et affrontements - Chapitre 3 : L'émission et la rencontre - Chapitre 4 : Désertions - Chapitre 5 : Le grand affrontement - Chapitre 6 : Le grand dévoreur - Chapitre 7 : La grande alliance de la Forêt de Jura - Chapitre final : Un endroit relaxant                                                               |                   |                   |                   |                   |
| 3 | 24 décembre 2014  | 978-4-89637-488-9 | 5 décembre 2019   | 978-2-3685-2820-4 |
| Liste des chapitres : - Prologue : Le sommet des rois démons - Chapitre 1 : Le nom d'une nation - Chapitre 2 : L'invasion du roi démon - Chapitre 3 : La congrégation - Chapitre 4 : La progression de la malveillance - Chapitre 5 : Charybde - Épilogue : Une nouvelle astuce |                   |                   |                   |                   |
| 4 | 30 avril 2015     | 978-4-89637-502-2 | 10 décembre 2020  | 978-2-3685-2831-0 |
| Liste des chapitres : - Prologue : Une magnifique action - Chapitre 1 : Faire du commerce avec les royaumes des fauves - Chapitre 2 : L'invitation du roi Gazer - Chapitre 3 : Sur les terres des humains - Chapitre 4 : Le Royaume de Blumund - Chapitre 5 : Les enfants invoqués - Chapitre 6 : Conquérir le labyrinthe - Chapitre 7 : Le sauvetage des âmes - Épilogue : L'ennemi naturel d'un monstre |                   |                   |                   |                   |
| 5 | 30 mai 2015       | 978-4-89637-507-7 | 12 janvier 2023   | 978-2-3685-2971-3 |
| Liste des chapitres : - Prologue : Le jour de la destruction - Chapitre 1 : Des jours plus calme - Chapitre 2 : Prélude à une calamité - Chapitre 3 : Espoir et désespoir - Chapitre 4 : La naissance d'un roi démon - Chapitre 5 : Les déchaînés - Épilogue : Celui qui tire les ficelles dans les ténèbres                                                                                              |                   |                   |                   |                   |
| 6 | 30 octobre 2015   | 978-4-89637-538-1 | 14 septembre 2023 | 978-2-3685-2972-0 |
| Liste des chapitres : - Prologue : La ruse du né de magie - Chapitre 1 : Entre le monstre et l'homme - Chapitre 2 : Des nouvelles de Lamiris - Chapitre 3 : L'aube de la bataille - Chapitre 4 : Au pays du destin - Chapitre 5 : Walpurgis - Chapitre 6 : L'octagramme - Épilogue : Sur les terres sacrées                                                                                               |                   |                   |                   |                   |
| 7 | 28 avril 2016     | 978-4-89637-561-9 | 5 décembre 2024   | 979-1-0420-1991-4 |
| Liste des chapitres : - Prologue : Le mémorial du né de magie - Chapitre 1 : Démons et complots - Chapitre 2 : Des rôles à tenir - Chapitre 3 : L'anticipation du saint - Interlude : Une conversation privée - Chapitre 4 : La seconde confrontation - Chapitre 5 : Collision entre le sacré et le démoniaque - Chapitre 6 : Dieux et rois démons - Épilogue : Une nouvelle relation                     |                   |                   |                   |                   |
| 8 | 30 août 2016      | 978-4-89637-577-0 | —                 |                   |
| 9 | 30 novembre 2016  | 978-4-89637-600-5 | —                 |                   |
| 10 | 7 avril 2017      | 978-4-89637-630-2 | —                 |                   |
| 11 | 8 décembre 2017   | 978-4-89637-678-4 | —                 |                   |
| 12 | 9 mars 2018       | 978-4-89637-698-2 | —                 |                   |
| 13 | 28 septembre 2018 | 978-4-89637-816-0 | —                 |                   |
| 14 | 29 mars 2019      | 978-4-89637-862-7 | —                 |                   |
| 15 | 28 septembre 2019 | 978-4-89637-923-5 | —                 |                   |
| 16 | 27 mars 2020      | 978-4-89637-989-1 | —                 |                   |
| 17 | 30 septembre 2020 | 978-4-86716-056-5 | —                 |                   |
| 18 | 31 mars 2021      | 978-4-86716-122-7 | —                 |                   |
| 19 | 30 novembre 2021  | 978-4-86716-203-3 | —                 |                   |
| 20 | 30 septembre 2022 | 978-4-86716-339-9 | —                 |                   |
| 21 | 30 octobre 2023   | 978-4-86716-488-4 | —                 |                   |
| 22 | 30 janvier 2025   | 978-4-86716-707-6 | —                 |                   |

## Mangas

### Moi, quand je me réincarne en Slime
| no | Japonais                          | Japonais                                                                  | Français          | Français                            |
| no | Date de sortie                    | ISBN                                                                      | Date de sortie    | ISBN                                |
| --- | --------------------------------- | ------------------------------------------------------------------------- | ----------------- | ----------------------------------- |
| 1 | 30 octobre 2015                   | 978-4-06-376578-6                                                         | 9 novembre 2017   | 978-2-3685-2476-3                   |
| Liste des chapitres : - Ch. 1 : La mort, puis la vie (死亡〜そして転生, Shibō — soshite tensei) - Ch. 2 : Le protecteur du village gobelin (ゴブリン村の守護者, Goburin-mura no shugo-sha) - Ch. 3 : Le chef de la meute des crocs (牙狼族の主, Kibaōkami-zoku no omo) - Ch. 4 : En route pour le royaume des nains (目指せドワーフ王国, Mezase dowāfu ōkoku) - Ch. 5 : L'artisan nain (ドワーフの職人, Dowāfu no shokunin) - Ch. 6 : Rencontre du destin (運命の人, Unmei no hito) - Bonus : Journal d'observation d'un slime par Veldra (ヴェルドラのスライム観察日記, Verudora no suraimu kansatsu nikki) |                                   |                                                                           |                   |                                     |
| 2 | 28 avril 2016                     | 978-4-06-390623-3                                                         | 7 décembre 2017   | 978-2-3685-2477-0                   |
| Liste des chapitres : - Ch. 7 : Le jugement du roi héroïque (英雄王の審判, Eiyū-ō no shinpan) - Ch. 8 : Un parfum familier (懐かしい香り, Natsukashii kaori) - Ch. 9 : Le démon des flammes (炎の魔人, Honō no majin) - Ch. 10 : Une volonté transmise (受け継がれる想い, Uketsugareru omoi) - Ch. 11 : Le début du conflit (争乱の始まり, Sōran no hajimari) - Bonus : Journal d'observation d'un slime par Veldra (ヴェルドラのスライム観察日記, Verudora no suraimu kansatsu nikki) |                                   |                                                                           |                   |                                     |
| 3 | 30 novembre 2016,                 | 978-4-06-390666-0 (édition standard) 978-4-06-397020-3 (édition spéciale) | 8 mars 2018       | 978-2-3685-2626-2                   |
| EXTRA : Au Japon, l'édition spéciale est comprise avec un porte-clé acrylique à l'effigie de Limule.Liste des chapitres : - Ch. 12 : Les puissants de la forêt de Jura (ジュラの森の強者, Jura no mori no tsuwamono) - Ch. 13 : L'attaque des ogres (大鬼族の襲撃, Ōga no shūgeki) - Ch. 14 : Les tourments des ogres (大鬼族の事情, Ōga no jijō) - Ch. 15 : Trouble dans la foret (大森林の異変, Dai shinrin no ihen) - Ch. 16 : Gabiru entre en scène (ガビル参上！, Gabiru sanjō!) - Ch. 17 : Gobuta contre Gabiru (ゴブタ VS ガビル, Gobuta vāsasu Gabiru) - Bonus : Journal d'observation d'un slime par Veldra : un combat acharné (ヴェルドラのスライム観察日記, Verudora no suraimu kansatsu nikki)       |                                   |                                                                           |                   |                                     |
| 4 | 5 avril 2017 7 avril 2017         | 978-4-06-397029-6 (édition spéciale) 978-4-06-390693-6 (édition standard) | 14 juin 2018      | 978-2-3685-2627-9                   |
| EXTRA : Au Japon, l'édition spéciale est comprise avec un poppn' eye (ja) à l'image de Limule.Liste des chapitres : - Ch. 18 : Un engrenage implacable (狂いゆく歯車, Kurui yuku haguruma) - Ch. 19 : Un avantage illusoire (偽りの優勢, Itsuwari no yūsei) - Ch. 20 : Le Départ au front (出陣の鬨, Shutsujin no toki) - Ch. 21 : Des répercussions profondes (戦場に生じた波紋, Senjō ni shōjita hamon) - Ch. 22 : La tempête de la mort (黒雷嵐, Desu Sutōmu) - Bonus : Journal d'observation d'un slime par Veldra : l'envol (ヴェルドラのスライム観察日記, Verudora no suraimu kansatsu nikki) |                                   |                                                                           |                   |                                     |
| 5 | 7 septembre 2017 8 septembre 2017 | 978-4-06-397050-0 (édition spéciale) 978-4-06-390728-5 (édition standard) | 13 septembre 2018 | 978-2-3685-2678-1                   |
| EXTRA : Au Japon, l'édition spéciale est comprise avec deux types de Oppekepe (おっぺけぺ) (des petites boules en caoutchouc servant de pistolet à eau), qui sont au portrait de Limule et de Gobuta.Liste des chapitres : - Ch. 23 : Le fléau orque (オーク・ディザスター, Ōku Dizasutā) - Ch. 24 : Un roi-démon dévoué (心服の魔王, Shinpuku no maō) - Ch. 25 : Celui qui dévorait tout (全てを喰らう者, Subete o kurau mono) - Ch. 26 : La Grande alliance de la Forêt de Jura (ジュラの森大同盟, Jura no mori Daidōmei) - Ch. 27 : Un havre de paix (安らげる場所, Yasurageru basho) - Bonus : Journal d'observation d'un slime par Veldra (ヴェルドラのスライム観察日記, Verudora no suraimu kansatsu nikki) |                                   |                                                                           |                   |                                     |
| 6 | 8 décembre 2017,                  | 978-4-06-510505-4 (édition standard) 978-4-06-510417-0 (édition spéciale) | 6 décembre 2018   | 978-2-3685-2679-8                   |
| EXTRA : Au Japon, l'édition spéciale est comprise avec deux petites peluches à l'effigie de Limule et Millim.Liste des chapitres : - Ch. 28 : Un village sous haute surveillance (魔物の町に注目する者たち, Mamono no machi ni chūmoku suru mono-tachi) - Ch. 29 : Réunion au sommet (魔王会談, Maō kaidan) - Ch. 30 : Un havre de paix (安らげる場所, Yasurageru basho) - Ch. 31 : Un ouragan nommé Millim (ミリム旋風(前編), Mirimu senpū (Zenpen)) - Bonus : Journal d'observation d'un slime par Veldra (ヴェルドラのスライム観察日記, Verudora no suraimu kansatsu nikki) |                                   |                                                                           |                   |                                     |
| 7 | 9 mars 2018,                      | 978-4-06-511098-0 (édition standard) 978-4-06-511465-0 (édition spéciale) | 14 mars 2019      | 978-2-3685-2721-4                   |
| EXTRA : Au Japon, l'édition spéciale est comprise avec un puzzle compliqué.Liste des chapitres : - Ch. 32 : Un ouragan nommé Millim (2e partie) (ミリム旋風（後編）, Mirimu senpū (Kōhen)) - Ch. 33 : Le plan des roi-démons (魔王達の企み, Maō-tachi no takurami) - Ch. 34 : Ceux qui rallient le pays des monstres (魔物の国に集う者達, Mamono no kuni ni tsudou-mono-tachi) - Ch. 35 : Le plan d'héroïsation de Youmu (ヨウム英雄化計画, Yōmu eiyū-ka keikaku) - Bonus : Journal d'observation d'un slime par Veldra (ヴェルドラのスライム観察日記, Verudora no suraimu kansatsu nikki) |                                   |                                                                           |                   |                                     |
| 8 | 8 juin 2018,                      | 978-4-06-511672-2 (édition standard) 978-4-06-512501-4 (édition spéciale) | 13 juin 2019      | 978-2-3685-2740-5                   |
| EXTRA : L'édition spéciale est comprise avec une serviette de visage.Liste des chapitres : - Ch. 36 : Un avertissement inquiétant (管理者の急報, Kanrisha no kyūhō) - Ch. 37 : Charybde (暴風大妖渦, Karyufudisu) - Ch. 38 : On l'appelle Ouragan (破壊の暴君, Hakai no bōkun) - Ch. 39 : Un pays est né (国家として, Kokka toshite) - Bonus : Journal d'observation d'un slime par Veldra (ヴェルドラのスライム観察日記, Verudora no suraimu kansatsu nikki) |                                   |                                                                           |                   |                                     |
| 9 | 28 septembre 2018,                | 978-4-06-512742-1 (édition standard) 978-4-06-513500-6 (édition spéciale) | 12 septembre 2019 | 978-2-3685-2842-6                   |
| EXTRA : L'édition spéciale est comprise avec une collection d'illustrations.Liste des chapitres : - Ch. 40 : Un accord commercial avec l'Eurasanie (獣王国との交易, Kemono ōkoku to no kōeki) - Ch. 41 : L'invitation du roi Gazehr (première partie) (ガゼル王の招待（前編）, Gazeru-ō no shōtai (Zenpen)) - Ch. 42 : L'invitation du roi Gazehr (seconde partie) (ガゼル王の招待（後編）, Gazeru-ō no shōtai (Kōhen)) - Ch. 43 : En terre humaine (人間の国へ, Ningen no kuni e) - Bonus : Journal d'observation d'un slime par Veldra (ヴェルドラのスライム観察日記, Verudora no suraimu kansatsu nikki) |                                   |                                                                           |                   |                                     |
| 10 | 7 décembre 2018,                  | 978-4-06-513916-5 (édition standard) 978-4-06-514674-3 (édition spéciale) | 9 janvier 2020    | 978-2-3685-2920-1                   |
| EXTRA : L'édition spéciale est comprise avec une illustration de Taiki Kawakami et un poster.Liste des chapitres : - Ch. 44 : Au royaume de Burmund (première partie) (ブルムンド王国にて（前編）, Burumundo ōkoku nite (Zenpen)) - Ch. 45 : Au royaume de Burmund (seconde partie) (ブルムンド王国にて（後編）, Burumundo ōkoku nite (Kōhen)) - Ch. 46 : Yūki Kagurazaka (ユウキ・カグラザカ) - Ch. 47 : Tentatives ratées (勇者のなり損ない, Yūsha no nari sokonai) - Bonus : Journal d'observation d'un slime par Veldra (ヴェルドラのスライム観察日記, Verudora no suraimu kansatsu nikki) |                                   |                                                                           |                   |                                     |
| 11 | 29 mars 2019                      | 978-4-06-514780-1                                                         | 18 juin 2020      | 978-2-3685-2921-8                   |
| Liste des chapitres : - Ch. 48 : Professeur, une vocation (先生のお仕事, Sensei no oshigoto) - Ch. 49 : Gald Mjölmile, l'illustre marchand (大商人ガルド・ミョルマイル, Ōakindo Garudo Myorumairu) - Ch. 50 : Le refuge des esprits (精霊の棲家, Seirei no sumika) - Ch. 51 : La reine des esprits (精霊の女王, Seirei no joō) - Ch. 52 : Sauver leurs âmes (救われる魂, Sukuwareru tamashii) - Bonus : Journal d'observation d'un slime par Veldra (ヴェルドラのスライム観察日記, Verudora no suraimu kansatsu nikki) |                                   |                                                                           |                   |                                     |
| 12 | 9 juillet 2019,                   | 978-4-06-516205-7 (édition standard) 978-4-06-513935-6 (édition limitée)  | 10 septembre 2020 | 978-2-3685-2922-5                   |
| EXTRA : L'édition limitée est comprise avec un OAD.Liste des chapitres : - Ch. 53 : Myuuran la sorcière (魔女ミュウラン, Majo Myuuran) - Ch. 54 : Prélude au désastre (災厄の前奏曲, Saiyaku no pureryūdo) - Ch. 55 : L'ennemie jurée des monstres (魔物の天敵, Mamono no tenteki) - Ch. 56 : L'étau se resserre (絡み合う思惑, Karamiau omowaku) - Ch. 57 : Les visiteurs du chaos (災いの来訪者, Wazawai no raihō-sha) - Ch. 58 : Revers soudain (災禍, Saika) - Bonus : Journal d'observation d'un slime par Veldra (ヴェルドラのスライム観察日記, Verudora no suraimu kansatsu nikki) |                                   |                                                                           |                   |                                     |
| 13 | 4 décembre 2019,                  | 978-4-06-517764-8 (édition standard) 978-4-06-514032-1 (édition limitée)  | 10 décembre 2020  | 978-2-3685-2923-2                   |
| EXTRA : L'édition limitée est comprise avec un OAD.Liste des chapitres : - Ch. 59 : Espoir et désespoir (絶望と希望, Zetsubō to kibō) - Ch. 60 : La condition (希望の条件, Kibō no jōken) - Ch. 61 : Le procès de la sorcière (魔女の処罰, Majo no shobatsu) - Ch. 62 : Que vous soyez humain ou monstre (魔物であれ人間であれ, Mamono de are ningen de are) - Ch. 63 : L'heure de la vengeance (逆襲の刻, Gyakushū no toki) - Bonus : Journal d'observation d'un slime par Veldra (ヴェルドラのスライム観察日記, Verudora no suraimu kansatsu nikki) |                                   |                                                                           |                   |                                     |
| 14 | 27 mars 2020,                     | 978-4-06-518759-3 (édition standard) 978-4-06-514033-8 (édition limitée)  | 11 mars 2021      | 978-2-3807-1143-1                   |
| EXTRA : L'édition limitée est comprise avec un OAD.Liste des chapitres : - Ch. 64 : Ecart de niveau (格の違い, Kaku no chigai) - Ch. 65 : Magiddo, la colère divine (神之怒, Megido) - Ch. 66 : Sans-cœur (心無者, Mujihinarumono) - Ch. 67 : Un daemon respectueux (敬愛の悪魔, Keiai no akuma) - Bonus : Journal d'observation d'un slime par Veldra (ヴェルドラのスライム観察日記, Verudora no suraimu kansatsu nikki) |                                   |                                                                           |                   |                                     |
| 15 | 9 juillet 2020,                   | 978-4-06-520127-5 (édition standard) 978-4-06-514034-5 (édition limitée)  | 10 juin 2021      | 978-2-38-071144-8                   |
| EXTRA : L'édition limitée est comprise avec un OAD.Liste des chapitres : - Ch. 68 : Naissance d'un roi démon (魔王誕生, Maō tanjō) - Ch. 69 : La Pâque de Tempest (テンペスト復活祭, Tenpesuto fukkatsu-sai) - Ch. 70 : La chute de l'Eurasanie (獣王国、滅びの日, Yūrazania, horobi no hi) - Ch. 65.5 : Le trèfle du trépas (今際の際にシロツメクサ, Imawanokiwa ni shirotsumekusa) - Bonus : Journal d'observation d'un slime par Veldra (ヴェルドラのスライム観察日記, Verudora no suraimu kansatsu nikki) |                                   |                                                                           |                   |                                     |
| 16 | 27 novembre 2020,                 | 978-4-06-521244-8 (édition standard) 978-4-06-518334-2 (édition limitée)  | 9 septembre 2021  | 978-2-38-071145-5                   |
| EXTRA : L'édition limitée est comprise avec un OAD.Liste des chapitres : - Ch. 71 : Enfin libre (解き放たれし者, Tokihanata reshi mono) - Ch. 72 : Le tourbillon du complot (渦巻く陰謀, Uzumaku inbō) - Ch. 73 : La stratégie des monstres (魔人達の策謀, Majin-tachi no sakubō) - Ch. 74 : Sommet humano-monstrueux (人魔会談１, Jinma kaidan 1) - Bonus : Journal d'observation d'un slime par Veldra (ヴェルドラのスライム観察日記, Verudora no suraimu kansatsu nikki) |                                   |                                                                           |                   |                                     |
| 17 | 31 mars 2021,                     | 978-4-06-522558-5 (édition standard) 978-4-06-523052-7 (édition limitée)  | 9 décembre 2021   | 978-2-38-071146-2                   |
| EXTRA : L'édition limitée est comprise avec un étui porte-clip.Liste des chapitres : - Ch. 75 : Sommet humano-monstrueux 2 (人魔会談２, Jinma kaidan 2) - Ch. 76 : Roi-démons et dragons (魔王と竜種, Maō to ryūshu) - Ch. 77 : La veille de la bataille (会戦前夜, Kaisen zenya) - Ch. 78 : La nuit des Walpurgis (魔王達の宴（ワルプルギス）, Maō-tachi no utage（warupurugisu）) - Ch. 79 : La bataille (会戦, Kaisen) |                                   |                                                                           |                   |                                     |
| 18 | 8 juillet 2021,                   | 978-4-06-523837-0 (édition standard) 978-4-06-523838-7 (édition limitée)  | 10 mars 2022      | 978-2-38-071285-8                   |
| Liste des chapitres : - Ch. 80 : Le retour d'un monstre (大妖の再来, Taiyō no sairai) - Ch. 81 : Le roi des spectres (死霊の王, Shiryō no ō) - Ch. 82 : La loyauté des daemons (悪魔の忠誠, Akuma no chūsei) - Ch. 83 : Le pierrot fou (喜狂の道化（クレイジーピエロ）, Kikyō no dōke（kureijīpiero）) |                                   |                                                                           |                   |                                     |
| 19 | 9 décembre 2021                   | 978-4-06-526034-0                                                         | 13 juillet 2022   | 978-2-38-071289-6 978-2-38-071392-3 |
| Liste des chapitres : - Ch. 84 : 中庸道化連 (Chūyō dōke ren) - Ch. 85 : 聖なる場所で (Seinaru basho de) - Ch. 86 : 八星魔王 (Hachi hoshi maō) - Ch. 87 : 神の右手 (Kami no migite) - Ch. 87.5 : グルメロード (Gurumerōdo) |                                   |                                                                           |                   |                                     |
| 20 | 9 mars 2022                       | 978-4-06-527091-2 978-4-06-527100-1                                       | 13 octobre 2022   | 978-2-38-071290-2                   |
| Liste des chapitres : - Ch. 88 : 悪魔と謀略 (Akuma to bōryaku) - Ch. 89 : 魔国連邦と神聖法皇国 (Makoku renpō to shinseihō kōkoku) - Ch. 90 : 聖人の思惑 (Seijin no omowaku) - Ch. 91 : 同郷を想う (Dōkyō o omō) - Ch. 92 : 二度目の対峙 (Nidome no taiji) |                                   |                                                                           |                   |                                     |
| 21 | 7 juillet 2022                    | 978-4-06-528494-0 978-4-06-528492-6                                       | 8 juin 2023       | 978-2-38-071488-3                   |
| Liste des chapitres : - Ch. 93 : 聖魔激突 (Shōma gekitotsu) - Ch. 94 : 古き悪魔の微笑み (Furuki akuma no hohoemi) - Ch. 95 : 賢人の目論見 (Kenjin no mokuromi) - Ch. 96 : 神と魔王 (Kami to maō) |                                   |                                                                           |                   |                                     |
| 22 | 8 décembre 2022                   | 978-4-06-529915-9                                                         | 7 décembre 2023   | 978-2-38-071548-4                   |
| Liste des chapitres : - Ch. 97 : 死せる者への祝福 (Shiserumono e no shukufuku) - Ch. 98 : 経過報告 (Keika hōkoku) - Ch. 99 : 和解と協定1 (Wakai to kyōtei 1) - Ch. 100 : 和解と協定2 (Wakai to kyōtei 2) - Ch. 101 : 和解と協定2.5 (Wakai to kyōtei 2.5) |                                   |                                                                           |                   |                                     |
| 23 | 9 mai 2023                        | 978-4-06-531626-9 978-4-06-531625-2                                       | 14 mars 2024      | 979-1-04-201401-8                   |
| Liste des chapitres : - Ch. 102 : 各国と招待状 (Kakkoku to jōtaijō) - Ch. 103 : 迷宮妖精 (Meikyū yōsei) - Ch. 104 : 開催準備 (Kaisai junbi) - Ch. 105 : 長鼻族 (Tengu no naresome) |                                   |                                                                           |                   |                                     |
| 24 | 8 septembre 2023                  | 978-4-06-532861-3 978-4-06-533092-0                                       | 4 juillet 2024    | 979-1-04-201438-4                   |
| Liste des chapitres : - Ch. 106 : 謁見式 (Ekkenshiki) - Ch. 107 : 閃光の勇者 (Senkō no yūsha) - Ch. 108 : 開国祭前夜 (Kaikokusai zen'ya) - Ch. 109 : 再会と出会い (Saikai to deai) |                                   |                                                                           |                   |                                     |
| 25 | 9 janvier 2024                    | 978-4-06-534117-9 978-4-06-534118-6                                       | 14 novembre 2024  | 979-1-04-201476-6                   |
| Liste des chapitres : - Ch. 110 : 食の功績 (Shoku no kōseki) - Ch. 111 : 開国祭 (Kaikokusai) - Ch. 112 : 問題発生 (Mondai hassei) - Ch. 113 : 武闘大会 (Butō taikai) |                                   |                                                                           |                   |                                     |
| 26 | 7 juin 2024                       | 978-4-06-535745-3 978-4-06-535686-9                                       | 13 mars 2025      | 979-1-04-201859-7                   |
| Liste des chapitres : - Ch. 114 : 三巨頭会談 (San kyotōkaidan) - Ch. 115 : 決勝戦と談話 (Kesshōsen to danwa) - Ch. 116 : 迷宮解放 (Meikyū kaihō) - Ch. 117 : 迷宮探索 (Meikyū tansaku) |                                   |                                                                           |                   |                                     |
| 27 | 9 septembre 2024                  | 978-4-06-536687-5 978-4-06-537170-1                                       | 3 juillet 2025    | 979-1-04-201860-3                   |
| Liste des chapitres : - Ch. 118 : 祭りの後 (Matsuri no ato) - Ch. 119 : 順調な迷宮運営 (Junchōna meikyū un'ei) - Ch. 120 : スライムの脅威 (Suraimu no kyōi) |                                   |                                                                           |                   |                                     |
| 28 | 30 janvier 2025                   | 978-4-06-538016-1 978-4-06-538390-2                                       | —                 |                                     |
| Liste des chapitres : - Ch. 121 : 評議会にむけて (Hyōgi-kai ni mukete) - Ch. 122 : イングラシアへ (Ingurashia e) - Ch. 123 : 混沌の評議会 (Konton no hyōgi-kai) - Ch. 124 : 混沌の評議会 ２ (Konton no hyōgi-kai 2) |                                   |                                                                           |                   |                                     |
| 29 | 9 juin 2025                       | 978-4-06-539688-9 978-4-06-539769-5                                       | —                 |                                     |
| Liste des chapitres : - Ch. 125 : 黒幕の正体 (Kuromaku no shōtai) - Ch. 126 : 強欲の罠 (Gōyoku no wana) - Ch. 127 : 古代都市アムリタ (Kodai toshi Amurita) - Ch. 128 : 強欲のマリアベル (Gōyoku no Mariaberu) |                                   |                                                                           |                   |                                     |
| 30 | 9 octobre 2025                    | 978-4-06-541056-1 978-4-06-541514-6                                       | —                 |                                     |

### Moi, Quand je me réincarne en Slime: Comment vivre chez les monstres
| no | Japonais          | Japonais          | Français        | Français          |
| no | Date de sortie    | ISBN              | Date de sortie  | ISBN              |
| -- | ----------------- | ----------------- | --------------- | ----------------- |
| 1  | 7 avril 2017      | 978-4-89637-628-9 | 10 juin 2021    | 978-2-38071-202-5 |
| 2  | 8 décembre 2017   | 978-4-89637-684-5 | 10 juin 2021    | 978-2-38071-203-2 |
| 3  | 9 mars 2018       | 978-4-89637-701-9 | 14 octobre 2021 | 978-2-38071-204-9 |
| 4  | 28 septembre 2018 | 978-4-89637-820-7 | 13 janvier 2022 | 978-2-38071-257-5 |
| 5  | 29 mars 2019      | 978-4-89637-865-8 | 14 avril 2022   | 978-2-38071-288-9 |
| 6  | 30 octobre 2019   | 978-4-89637-935-8 | 13 juillet 2022 | 978-2-38071-289-6 |
| 7  | 30 juin 2020      | 978-4-86716-025-1 | 13 octobre 2022 | 978-2-38071-290-2 |
| 8  | 30 janvier 2021   | 978-4-86716-104-3 | 13 avril 2023   | 978-2-38071-495-1 |

### Tensura nikki
| no | Japonais          | Japonais          |
| no | Date de sortie    | ISBN              |
| -- | ----------------- | ----------------- |
| 1  | 28 septembre 2018 | 978-4-06-512744-5 |
| 2  | 29 mars 2019      | 978-4-06-514857-0 |
| 3  | 8 novembre 2019   | 978-4-06-517464-7 |
| 4  | 9 juillet 2020    | 978-4-06-519725-7 |
| 5  | 31 mars 2021      | 978-4-06-522559-2 |
| 6  | 7 juillet 2022    | 978-4-06-528314-1 |
| 7  | 9 janvier 2024    | 978-4-06-534119-3 |

### Tensei shitara shachiku datta ken
| no | Japonais       | Japonais          |
| no | Date de sortie | ISBN              |
| -- | -------------- | ----------------- |
| 1  | 9 juillet 2019 | 978-4-06-516294-1 |
| 2  | 27 mars 2020   | 978-4-06-518831-6 |

### Tenchura! Tensei shitara slime datta ken
| no | Japonais         | Japonais          |
| no | Date de sortie   | ISBN              |
| -- | ---------------- | ----------------- |
| 1  | 27 mars 2020     | 978-4-06-518897-2 |
| 2  | 27 novembre 2020 | 978-4-06-521251-6 |
| 3  | 31 mars 2021     | 978-4-06-522629-2 |
| 4  | 9 décembre 2021  | 978-4-06-524322-0 |
| 5  | 7 juillet 2022   | 978-4-06-528510-7 |
| 6  | 8 décembre 2022  | 978-4-06-529914-2 |
| 7  | 7 juillet 2023   | 978-4-06-531711-2 |

### Tensei shitara Shima Kōsaku datta ken
| no | Japonais       | Japonais          |
| no | Date de sortie | ISBN              |
| -- | -------------- | ----------------- |
| 1  | 9 juillet 2019 | 978-4-06-516834-9 |

### Moi, Quand je me réincarne en Slime: Trinité
| no | Japonais         | Japonais          | Français          | Français          |
| no | Date de sortie   | ISBN              | Date de sortie    | ISBN              |
| -- | ---------------- | ----------------- | ----------------- | ----------------- |
| 1  | 4 décembre 2019  | 978-4-06-516906-3 | 12 octobre 2023   | 978-2-38-071620-7 |
| 2  | 27 mars 2020     | 978-4-06-518757-9 | 11 janvier 2024   | 979-1-04-201328-8 |
| 3  | 9 juillet 2020   | 978-4-06-520044-5 | 14 mars 2024      | 979-1-04-201329-5 |
| 4  | 31 mars 2021     | 978-4-06-522504-2 | 13 juin 2024      | 979-1-04-201330-1 |
| 5  | 8 juillet 2021   | 978-4-06-523796-0 | 12 septembre 2024 | 979-1-04-201331-8 |
| 6  | 9 mars 2022      | 978-4-06-527029-5 | 5 décembre 2024   | 979-1-04-201332-5 |
| 7  | 8 décembre 2022  | 978-4-06-529930-2 | 10 avril 2025     | 979-1-04-201333-2 |
| 8  | 8 septembre 2023 | 978-4-06-532855-2 | 14 août 2025      | 979-1-04-201926-6 |
| 9  | 9 janvier 2024   | 978-4-06-534107-0 |                   |                   |
| 10 | 7 juin 2024      | 978-4-06-535707-1 |                   |                   |
| 11 | 30 janvier 2025  | 978-4-06-538002-4 |                   |                   |
| 12 | 9 juin 2025      | 978-4-06-539657-5 |                   |                   |

### Œuvres

#### Édition japonaise
Light novel
1. 1 2  (ja) « Tome 01 », sur Micro Magazine
2. 1 2  (ja) « Tome 02 », sur Micro Magazine
3. 1 2  (ja) « Tome 03 », sur Micro Magazine
4. 1 2  (ja) « Tome 04 », sur Micro Magazine
5. 1 2  (ja) « Tome 05 », sur Micro Magazine
6. 1 2  (ja) « Tome 06 », sur Micro Magazine
7. 1 2  (ja) « Tome 07 », sur Micro Magazine
8. 1 2  (ja) « Tome 08 », sur Micro Magazine
9. 1 2  (ja) « Tome 09 », sur Micro Magazine
10. 1 2  (ja) « Tome 10 », sur Micro Magazine
11. 1 2  (ja) « Tome 11 », sur Micro Magazine
12. 1 2  (ja) « Tome 12 », sur Micro Magazine
13. 1 2  (ja) « Tome 13 », sur Micro Magazine
14. 1 2  (ja) « Tome 14 », sur Micro Magazine
15. 1 2  (ja) « Tome 15 », sur Micro Magazine
16. 1 2  (ja) « Tome 16 », sur Micro Magazine
17. 1 2  (ja) « Tome 17 », sur Micro Magazine
18. 1 2  (ja) « Tome 18 », sur Micro Magazine
19. 1 2  (ja) « Tome 19 », sur Micro Magazine
20. 1 2  (ja) « Tome 20 », sur Micro Magazine
21. 1 2  (ja) « Tome 21 », sur Micro Magazine
22. 1 2  (ja) « Tome 22 », sur Micro Magazine

Manga
Tensei shitara slime datta ken
1. 1 2  (ja) « Tome 01 », sur Kōdansha
2. 1 2  (ja) « Tome 02 », sur Kōdansha
3. 1 2  (ja) « Tome 03 », sur Kōdansha
4. 1 2  (ja) « アクリルキーホルダー付き　転生したらスライムだった件（３）特装版 », sur Kōdansha
5. 1 2  (ja) « Tome 04 (édition spéciale) », sur Kōdansha (version du 9 mars 2018 sur Internet Archive)
6. 1 2  (ja) « Tome 04 », sur Kōdansha
7. 1 2  (ja) « Tome 05 (édition spéciale) », sur Kōdansha
8. 1 2  (ja) « Tome 05 », sur Kōdansha
9. 1 2  (ja) « Tome 06 », sur Kōdansha
10. 1 2  (ja) « Tome 06 (édition spéciale) », sur Kōdansha (version du 9 mars 2018 sur Internet Archive)
11. 1 2  (ja) « Tome 07 », sur Kōdansha
12. 1 2  (ja) « Tome 07 (édition spéciale) », sur Kōdansha (version du 9 mars 2018 sur Internet Archive)
13. 1 2  (ja) « Tome 08 », sur Kōdansha
14. 1 2  (ja) « Tome 06 (édition spéciale) », sur Kōdansha (version du 7 juin 2018 sur Internet Archive)
15. 1 2  (ja) « Tome 09 », sur Kōdansha
16. 1 2  (ja) « Tome 09 (édition spéciale) », sur Kōdansha (version du 25 août 2018 sur Internet Archive)
17. 1 2  (ja) « Tome 10 », sur Kōdansha
18. 1 2  (ja) « Tome 10 (édition spéciale) », sur Kōdansha (version du 29 novembre 2018 sur Internet Archive)
19. 1 2  (ja) « Tome 11 », sur Kōdansha
20. 1 2  (ja) « Tome 12 », sur Kōdansha
21. 1 2  (ja) « Tome 12 (édition limitée) », sur Kōdansha
22. 1 2  (ja) « Tome 13 », sur Kōdansha
23. 1 2  (ja) « Tome 13 (édition limitée) », sur Kōdansha
24. 1 2  (ja) « Tome 14 », sur Kōdansha
25. 1 2  (ja) « Tome 14 (édition limitée) », sur Kōdansha
26. 1 2  (ja) « Tome 15 », sur Kōdansha
27. 1 2  (ja) « Tome 15 (édition limitée) », sur Kōdansha
28. 1 2  (ja) « Tome 16 », sur Kōdansha
29. 1 2  (ja) « Tome 16 (édition limitée) », sur Kōdansha
30. 1 2  (ja) « Tome 17 », sur Kōdansha
31. 1 2 3  (ja) « Tome 17 (édition limitée) », sur Kōdansha
32. 1 2  (ja) « Tome 18 », sur Kōdansha
33. 1 2  (ja) « Tome 18 (édition limitée) », sur Kōdansha
34. 1 2  (ja) « Tome 19 », sur Kōdansha
35. 1 2  (ja) « Tome 20 », sur Kōdansha
36. ↑  (ja) « Tome 20 Édition limitée », sur Kōdansha
37. 1 2  (ja) « Tome 21 », sur Kōdansha
38. ↑  (ja) « Tome 21 Édition limitée », sur Kōdansha
39. 1 2  (ja) « Tome 22 », sur Kōdansha
40. 1 2  (ja) « Tome 23 », sur Kōdansha
41. ↑  (ja) « Tome 23 Édition limitée », sur Kōdansha
42. 1 2  (ja) « Tome 24 », sur Kōdansha
43. ↑  (ja) « Tome 24 Édition limitée », sur Kōdansha
44. 1 2  (ja) « Tome 25 », sur Kōdansha
45. ↑  (ja) « Tome 25 Édition limitée », sur Kōdansha
46. 1 2  (ja) « Tome 26 », sur Kōdansha
47. ↑  (ja) « Tome 26 Édition limitée », sur Kōdansha
48. 1 2  (ja) « Tome 27 », sur Kōdansha
49. ↑  (ja) « Tome 27 Édition limitée », sur Kōdansha
50. 1 2  (ja) « Tome 28 », sur Kōdansha
51. ↑  (ja) « Tome 28 Édition limitée », sur Kōdansha
52. 1 2  (ja) « Tome 29 », sur Kōdansha
53. ↑  (ja) « Tome 29 Édition limitée », sur Kōdansha
54. 1 2  (ja) « Tome 30 », sur Kōdansha
55. ↑  (ja) « Tome 30 Édition limitée », sur Kōdansha

Tensei shitara slime datta ken: Mamono no kuni no arukikata
1. 1 2  (ja) « Tome 01 », sur Micro Magazine
2. 1 2  (ja) « Tome 02 », sur Micro Magazine
3. 1 2  (ja) « Tome 03 », sur Micro Magazine
4. 1 2  (ja) « Tome 04 », sur Micro Magazine
5. 1 2  (ja) « Tome 05 », sur Micro Magazine
6. 1 2  (ja) « Tome 06 », sur Micro Magazine
7. 1 2  (ja) « Tome 07 », sur Micro Magazine
8. 1 2  (ja) « Tome 08 », sur Micro Magazine

Tensura nikki
1. 1 2  (ja) « Tome 01 », sur Kōdansha
2. 1 2  (ja) « Tome 02 », sur Kōdansha
3. 1 2  (ja) « Tome 03 », sur Kōdansha
4. 1 2  (ja) « Tome 04 », sur Kōdansha
5. 1 2  (ja) « Tome 05 », sur Kōdansha
6. 1 2  (ja) « Tome 06 », sur Kōdansha
7. 1 2  (ja) « Tome 07 », sur Kōdansha

Tensei shitara shachiku datta ken
1. 1 2  (ja) « Tome 01 », sur Kōdansha
2. 1 2  (ja) « Tome 02 », sur Kōdansha

Tenchura! Tensei shitara slime datta ken
1. 1 2  (ja) « Tome 01 », sur Kōdansha
2. 1 2  (ja) « Tome 02 », sur Kōdansha
3. 1 2  (ja) « Tome 03 », sur Kōdansha
4. 1 2  (ja) « Tome 04 », sur Kōdansha
5. 1 2  (ja) « Tome 05 », sur Kōdansha
6. 1 2  (ja) « Tome 06 », sur Kōdansha
7. 1 2  (ja) « Tome 07 », sur Kōdansha

Tensei shitara Shima Kōsaku datta ken
1. 1 2  (ja) « Tome 01 », sur Kōdansha

Tensei shitara slime datta ken Ibun: Makuni kurashi no Trinity
1. 1 2  (ja) « Tome 01 », sur Kōdansha
2. 1 2  (ja) « Tome 02 », sur Kōdansha
3. 1 2  (ja) « Tome 03 », sur Kōdansha
4. 1 2  (ja) « Tome 04 », sur Kōdansha
5. 1 2  (ja) « Tome 05 », sur Kōdansha
6. 1 2  (ja) « Tome 06 », sur Kōdansha
7. 1 2  (ja) « Tome 07 », sur Kōdansha
8. 1 2  (ja) « Tome 08 », sur Kōdansha
9. 1 2  (ja) « Tome 09 », sur Kōdansha
10. 1 2  (ja) « Tome 10 », sur Kōdansha
11. 1 2  (ja) « Tome 11 », sur Kōdansha
12. 1 2  (ja) « Tome 12 », sur Kōdansha

#### Édition française
Light novel
1. 1 2  « Tome 01 », sur Kurokawa
2. 1 2  « Tome 02 », sur Kurokawa
3. 1 2  « Tome 03 », sur Kurokawa
4. 1 2  « Tome 04 », sur Kurokawa
5. 1 2  « Tome 05 », sur Kurokawa
6. 1 2  « Tome 06 », sur Kurokawa
7. 1 2  « Tome 07 », sur Kurokawa

Manga
Moi, quand je me réincarne en Slime
1. 1 2  « Tome 01 », sur Kurokawa
2. 1 2  « Tome 02 », sur Kurokawa
3. 1 2  « Tome 03 », sur Kurokawa
4. 1 2  « Tome 04 », sur Kurokawa
5. 1 2  « Tome 05 », sur Kurokawa
6. 1 2  « Tome 06 », sur Kurokawa
7. 1 2  « Tome 07 », sur Kurokawa
8. 1 2  « Tome 08 », sur Kurokawa
9. 1 2  « Tome 09 », sur Kurokawa
10. 1 2  « Tome 10 », sur Kurokawa
11. 1 2  « Tome 11 », sur Kurokawa
12. 1 2  « Tome 12 », sur Kurokawa
13. 1 2  « Tome 13 », sur Kurokawa
14. 1 2  « Tome 14 », sur Kurokawa
15. 1 2  « Tome 15 », sur Kurokawa
16. 1 2  « Tome 16 », sur Kurokawa
17. 1 2  « Tome 17 », sur Kurokawa
18. 1 2  « Tome 18 », sur Kurokawa
19. 1 2  « Tome 19 », sur Kurokawa
20. ↑  « Tome 19 Collector », sur Kurokawa
21. 1 2  « Tome 20 », sur Kurokawa
22. 1 2  « Tome 21 », sur Kurokawa
23. 1 2  « Tome 22 », sur Kurokawa
24. 1 2  « Tome 23 », sur Kurokawa
25. 1 2  « Tome 24 », sur Kurokawa
26. 1 2  « Tome 25 », sur Kurokawa
27. 1 2  « Tome 26 », sur Kurokawa
28. 1 2  « Tome 27 », sur Kurokawa

Moi, quand je me réincarne en Slime : Comment vivre chez les monstres
1. 1 2  « Tome 01 », sur Kurokawa
2. 1 2  « Tome 02 », sur Kurokawa
3. 1 2  « Tome 03 », sur Kurokawa
4. 1 2  « Tome 04 », sur Kurokawa
5. 1 2  « Tome 05 », sur Kurokawa
6. 1 2  « Tome 06 », sur Kurokawa
7. 1 2  « Tome 07 », sur Kurokawa
8. 1 2  « Tome 08 », sur Kurokawa

Moi, quand je me réincarne en Slime : Trinité
1. 1 2  « Tome 01 », sur Kurokawa
2. 1 2  « Tome 02 », sur Kurokawa
3. 1 2  « Tome 03 », sur Kurokawa
4. 1 2  « Tome 04 », sur Kurokawa
5. 1 2  « Tome 05 », sur Kurokawa
6. 1 2  « Tome 06 », sur Kurokawa
7. 1 2  « Tome 07 », sur Kurokawa
8. 1 2  « Tome 08 », sur Kurokawa